# Есипенко, Иван Иванович
Иван Иванович Есипенко (? — 4 января 1991, Киев) — украинский советский политический и государственный деятель. Министр лёгкой промышленности Украинской ССР (1952—1953), министр промышленности товаров широкого потребления Украинской ССР (1953—1955), министр текстильной промышленности Украинской ССР (1955—1956). Член ЦК КП Украины (1952—1954). Кандидат в члены ЦК КП Украины (1954—1960).

## Биография
Воспитанник А. С. Макаренко. С 1918 года учился в Крюковском железнодорожном училище Полтавской губернии. Все выпускники школы шли в ФЗУ (фабрично-заводское училище). Самыми распространенными тогда были профессии слесаря и столяра. И. Есипенко четыре года учился в ФЗУ, а с 1929 года работал слесарем на вагоноремонтном (с 1930 года — вагоностроительном) заводе.
Стремясь получить высшее образование, поступил в Киевский текстильный институт. Активного комсомольца уже на втором курсе избрали секретарём Петровского райкома комсомола г. Киева. С 1934 года продолжил учёбу в Харьковском текстильном институте, после окончания которого в 1937 году был оставлен в вузе преподавателем, позже стал деканом инженерно-экономического факультета.
С июля 1941 по июль 1944 года И. Есипенко выполнял поручения командования по обеспечению Красной армии продовольствием. После освобождения Киева от фашистских захватчиков участвовал в восстановлении народного хозяйства.
Работал заместителем министра лёгкой промышленности Украинской ССР. В январе 1950 — феврале 1952 года — 1-й заместитель министра лёгкой промышленности Украинской ССР.
16 февраля 1952 — октябрь 1953 года занимал пост министра лёгкой промышленности Украинской ССР.
В октябре 1953 — октябре 1955 года работал министром промышленности товаров широкого потребления Украинской ССР.
В октябре 1955 — июле 1956 года — министр текстильной промышленности Украинской ССР.
В 1956—1967 годах — заместитель министра лёгкой промышленности Украинской ССР.
После кровоизлияния в мозг потерял зрение, долго передавал свой богатый опыт молодым кадрам, возглавляя оргкомитет ветеранов труда Министерства легкой промышленности.
Умер 4 января 1991 года и похоронен в Киеве.

## Награды
- 2 ордена, в том числе орден Трудового Красного Знамени и орден «Знак Почёта»
- Медали СССР, в том числе Медаль Макаренко